# Amiral Mouchez (navire hydrographique)
L'Amiral Mouchez était un bâtiment hydrographique de la Marine nationale française. Lancé en 1936, il servit comme aviso durant la Seconde Guerre mondiale avant de redevenir un navire hydrographique. Il fut désarmé en 1965. Il était nommé d'après Ernest Mouchez (1821-1891), amiral et astronome français.  

## Caractéristiques
- Déplacement: 720 tonnes[1]
- Longueur: 61,95 mètres[1]
- Maître-bau: 10,60 mètres[2],[1]
- Tirant d'eau: 3,90 mètres[2]
- Propulsion: 2 moteur diesel Sultzer de 800cv[1], 2 hélices[2],[1]
- Vitesse: 13 nœuds[2]

Comme aviso: 
- Équipage: 81[1] ou 91 hommes[2] (suivant les sources)
- Armement:
- 2 canons de 100 mm[2]
- 4 canons de 20 mm[2]
- 2 mitrailleuses de 13.2 mm[2]

## Histoire
Attendu depuis plusieurs années, il faut attendre la tranche 1932 du programme de construction naval de la Marine nationale pour qu'un véritable bâtiment hydrographique soit programmé. Sa construction débute en 1934 à l'arsenal de Cherbourg. Il est conçu pour pouvoir être transformé en aviso en cas de conflit. Il est lancé en août 1936 et mis en service en février 1937. Destiné à opérer le long des côtes, il a des dimensions lui permettant de relâcher même dans de petits ports. Ses aménagements intérieurs sont confortables et il dispose d'une grande salle de dessin, appréciée des hydrographes. En 1938, il opère le long des côtes de Bretagne. 
Au début de la Seconde Guerre mondiale, il devient aviso et fait des patrouilles au large du Maroc puis participe à l'évacuation des troupes de la poche de Dunkerque (opération Dynamo). Il se trouve à Casablanca au moment de l'Armistice et est alors intégré dans la flotte française d'Afrique du Nord. Il est l'un des navires du débarquement allié en Afrique du Nord en novembre 1942 (opération Torch) puis rejoint la flotte française de Dakar. En 1944, il sert aux escortes de convois en Atlantique puis de navire de commandement pour les dragueurs de mines opérant dans l'Atlantique. 
À la fin de la guerre, il est, avec le Président Théodore Thissier, le seul bâtiment scientifique de la marine française ayant survécu au conflit et le seul du Service hydrographique de la marine. Mais les deux navires sont encore affectés à l'état-major de la Marine qui en besoin pour d'autres tâches opérationnelles. Ainsi, l'Amiral Mouchez sert de  bâtiment-base au port de La Pallice pour la deuxième région de dragage de mines. 
C'est sa présence dans ce port qui fait que dans la nuit du 15 au 16 novembre 1945, il transborde le maréchal Pétain du port de La Pallice à l'île d'Yeu, lors du changement de lieu de détention de celui-ci, du fort du Portalet dans les Pyrénées au fort de Pierre-Levée. En septembre 1946, il participe au sauvetage de l'équipage du David-Caldwell, un Liberty ship échoué à l'entrée de l'estuaire de la Gironde.
Le navire sert ensuite comme bâtiment-base de la flotte des dragueurs de mines côtiers en  Méditerranée (dragueurs YMS, fournis par les États-Unis après guerre) . Puis en juillet 1947, il rejoint Brest et redevient un bâtiment hydrographique. Il refait brièvement une mission militaire en octobre et novembre 1956 lors de la crise du canal de Suez, devenant le navire amiral de la flotte de dragueurs de mines.
En 1962, la Marine nationale lance la construction de deux nouveaux bâtiments hydrographiques, Astrolabe et Boussole, les premiers depuis la construction de l'Amiral Mouchez. Ce dernier est désarmé le 25 août 1965 et vendu pour ferraille en décembre suivant.